# Mistrzostwa Świata w Kolarstwie Przełajowym 1960
11. Mistrzostwa Świata w Kolarstwie Przełajowym 1960 odbyły się w hiszpańskim mieście Tolosa, 21 lutego 1960 roku. Rozegrano tylko wyścig mężczyzn w kategorii zawodowców.

## Medaliści
| Konkurencja:               | Złoto:         | Czas    | Srebro:             | Czas     | Brąz:        | Czas     |
| Klasyfikacja mężczyzn      |                |         |                     |          |              |          |
| Zawodowcy (21 lutego 1960) | Rolf Wolfshohl | 57:11 m | Arnold Hungerbühler | + 0:14 m | Robert Aubry | + 1:00 m |

## Szczegóły
| Medal | Zawodnik               | Narodowość | Czas    |
| ----- | ---------------------- | ---------- | ------- |
|       | Rolf Wolfshohl         | RFN        | 57:11 m |
|       | Arnold Hungerbühler    | Szwajcaria | + 0:14  |
|       | Robert Aubry           | Francja    | + 1:00  |
| 4     | Antonio Barrutia       | Hiszpania  | + 1:15  |
| 5     | Firmin Van Kerrebroeck | Belgia     | + 1:46  |
| 6     | Pierre Kumps           | Belgia     | + 1:50  |
| 7     | Renato Longo           | Włochy     | + 2:11  |
| 8     | Roger De Clercq        | Belgia     | + 3:12  |
| 9     | Roland Boschetti       | Szwajcaria | + 3:12  |
| 10    | José Luis Talamillo    | Hiszpania  | + 4:21  |

## Tabela medalowa
| Miejsce | Państwo    |   |   |   |   |
| ------- | ---------- | - | - | - | - |
| 1.      | RFN        | 1 | 0 | 0 | 1 |
| 2.      | Szwajcaria | 0 | 1 | 0 | 1 |
| 3.      | Francja    | 0 | 0 | 1 | 1 |